# Tinie Tempah
Patrick Chukwuemeka Okogwu (født 7. november 1988), bedre kendt under sit kunstnernavn Tinie Tempah, er en nigeriansk/ engelsk rapper. Han udgav sit første mixtape i 2005, sit første album, Disc-Overy debuterede som nummer et i Storbritannien i oktober 2010, og efterfulgte to britiske nummer-et singler. I februar 2011 vandt han to Bit Awards for bedste nye britiske kunstner og bedste britiske single.
I november 2013 udgav han sit andet album, Demonstration, der fulgte op på singlerne "Trampoline" og Children of the Sun", der debuterede som henholdsvis nummer tre og seks i Storbritannien. 

## Diskografi
Studiealbummer
- Disc-Overy (2010)
- Demonstration (2013)
- Youth (2017)